# The Casino Murder Case
 The Casino Murder Case és una pel·lícula estatunidenca d'Edwin L. Marin, estrenada el 1935, segons la novel·la de S. S. Van Dine.

## Argument
Una sèrie d'assassinats tenen lloc a la mansió d'una excèntrica dama (Alison Skipworth). L'encarregat de resoldre'ls serà Philo Vance (Paul Lukas).

## Repartiment
- Paul Lukas: Philo Vance
- Alison Skipworth: Mrs. Priscilla Llewellyn
- Donald Cook: Lynn Llewellyn
- Rosalind Russell: Doris Reed
- Arthur Byron: Richard Kinkaid
- Ted Healy: Sergent Ernest Heath
- Eric Blore: Currie, l'amo de l'hotel
- Isabel Jewell: Amelia Llewellyn
- Louise Fazenda: Becky, l'empleada de casa
- Purnell B. Pratt: John Markham, el Procurador de la República
- Leslie Fenton: Dr. Allen Kane
- Louise Henry: Virginia Llewellyn
- Leo Carroll: Smith, L'amo d'hotel
- Charles Sellon: Dr. Doremus

Actors que no surten als crèdits
- Ernie Adams: Marit de la dona forta
- Edna Bennett: Infermera de Lynn
- Wallis Clark: Dr. Elton
- William Demarest: Subhastador
- Lillian Elliott: Mrs. Marting
- Pat Flaherty: El guardià
- Grace Hayle: La dona forta
- Tom Herbert: Reporter
- Milton Kibbee: Reporter
- Keye Luke: Taki - El grum del Casino
- Alphonse Martell: El crupier
- Miki Morita: El servent japonès del Casino
- Frank Reicher: Ajudant del metge forense
- Dick Rush: Detectiu